# كاليب إيوان
كاليب إيوان (بالإنجليزية: Caleb Ewan) مواليد 11 يوليو 1994 في سيدني، هو دراج أسترالي في صنف سباق الدراجات على الطريق وعلى المضمار.

## سباقات أو مراحل فاز بها
| التاريخ        | السباق                                                                    | المركز                  |
| -------------- | ------------------------------------------------------------------------- | ----------------------- |
| 01 يناير 2012  | سباق الطريق للشبان في بطولة العالم 2012                                   |                         |
| 04 يناير 2012  | Bay Cycling Classic 2012                                                  |                         |
| 01 يناير 2013  | 2013 Gran Premio Palio del Recioto                                        |                         |
| 03 يناير 2013  | Bay Cycling Classic 2013                                                  | الفائز في التصنيف العام |
| 10 أبريل 2013  | Côte picarde 2013                                                         | الفائز في التصنيف العام |
| 31 أغسطس 2013  | تور دي أفينير 2013                                                        | الثالث في تصنيف النقاط  |
| 05 يناير 2014  | Bay Cycling Classic 2014                                                  |                         |
| 19 يناير 2014  | 2014 People's Choice Classic                                              | الثالث في التصنيف العام |
| 01 يونيو 2014  | 2014 Trofeo città di San Vendemiano                                       |                         |
| 30 أغسطس 2014  | تور دي أفينير 2014                                                        | الثامن في تصنيف النقاط  |
| 26 سبتمبر 2014 | 2014 سباق الطريق لأقل من 23 سنة في بطولة العالم لسباق الدراجات على الطريق |                         |
| 05 يناير 2015  | Bay Cycling Classic 2015                                                  | الفائز في التصنيف العام |
| 11 يناير 2015  | بطولة أستراليا لسباق الطريق 2015                                          |                         |
| 05 أبريل 2015  | فولتا لا ريوخا 2015                                                       | الفائز في التصنيف العام |
| 14 يونيو 2015  | 2015 طواف كوريا                                                           | الفائز في التصنيف العام |
| 04 يناير 2016  | Bay Cycling Classic 2016                                                  | الفائز في التصنيف العام |
| 17 يناير 2016  | 2016 People's Choice Classic                                              | الفائز في التصنيف العام |
| 21 أغسطس 2016  | أوروآيز الكلاسيكي 2016                                                    | الفائز في التصنيف العام |
| 03 يناير 2017  | Bay Cycling Classic 2017                                                  |                         |
| 15 يناير 2017  | 2017 People's Choice Classic                                              | الفائز في التصنيف العام |
| 22 يناير 2017  | داون أندر 2017                                                            | الأول في تصنيف النقاط   |
| 30 أبريل 2017  | طواف يوركشاير 2017                                                        | الأول في تصنيف النقاط   |
| 11 فبراير 2018 | طواف ألميريا 2018                                                         | الفائز في التصنيف العام |
| 01 يناير 2019  | طواف أوقيانوسيا للدراجات 2019                                             | الفائز في التصنيف العام |
| 03 يناير 2019  | Bay Cycling Classic 2019                                                  |                         |
| 13 يناير 2019  | Down Under Classic 2019                                                   | الفائز في التصنيف العام |
| 07 سبتمبر 2019 | دراجات بروكسل الكلاسيكية 2019                                             | الفائز في التصنيف العام |
| 19 يناير 2020  | 2020 Schwalbe Classic                                                     | الفائز في التصنيف العام |
| 27 فبراير 2020 | طواف الإمارات 2020                                                        | الأول في تصنيف النقاط   |
| 14 أكتوبر 2020 | شيلدبرايش 2020                                                            | الفائز في التصنيف العام |
| 13 يونيو 2021  | طواف بلجيكا 2021                                                          | الأول في تصنيف النقاط   |
| 12 يونيو 2022  | إلفستدنروند 2022                                                          |                         |
| 11 سبتمبر 2022 | جي بي دي فورميس 2022                                                      | الفائز في التصنيف العام |
| 16 سبتمبر 2022 | 2022 كامبيونشاب فان فلانديرن                                              |                         |
| 14 يناير 2023  | 2023 Schwalbe Classic                                                     | الفائز في التصنيف العام |
| 05 مارس 2023   | جائزة جان بيير مونسيري الكبرى 2023                                        |                         |
| 27 مايو 2023   | جي بي مارسيل كينت 2023                                                    | الفائز في التصنيف العام |
| 29 مايو 2023   | طواف ليمبورغ 2023                                                         |                         |
| 11 يونيو 2023  | إلفستدنروند 2023                                                          |                         |
| 23 يوليو 2024  | 2024 Vuelta a Castilla y León                                             | الفائز في التصنيف العام |

## الميداليات
| الميدالية | المسابقة                                    |
| --------- | ------------------------------------------- |
| فضية      | بطولة العالم لسباق الدراجات على الطريق 2012 |

## روابط خارجية
- كاليب إيوان على موقع الاتحاد الدولي للدراجات (الإنجليزية)
- كاليب إيوان على موقع أرشيف الدراجات (الإنجليزية)
- كاليب إيوان على موقع إحصائيات الدراجات الإحترافية (الإنجليزية)
- كاليب إيوان على موقع نسبة الدراجات (الإنجليزية)
- كاليب إيوان على موقع CycleBase (الإنجليزية)
- كاليب إيوان على موقع اتحاد ألعاب الكومنولث (مؤرشف) (الإنجليزية)